# Viktoriya Bondar
Viktoriya Bondar, née le 25 septembre 1995 à Kharkiv, est une coureuse cycliste ukrainienne. Elle pratique le cyclisme sur piste et sur route.

## Palmarès sur piste

### Championnats d'Europe
| Édition / Épreuve              | Poursuite par équipes                          | Course à l'américaine | Scratch |
| Saint-Quentin-en-Yvelines 2016 |                                                |                       | 13e     |
| Glasgow 2018                   |                                                |                       | 18e     |
| Apeldoorn 2019                 |                                                |                       | 13e     |
| Plovdiv 2020                   | Bronze (avec Nahirna, Klimchenko et Biriukova) | 5e                    |         |

### Championnats d'Ukraine
- 2016
  -  Championne d'Ukraine de poursuite par équipes
- 2017
  -  Championne d'Ukraine de poursuite par équipes
- 2018
  -  Championne d'Ukraine de course à l'américaine
  -  Championne d'Ukraine du scratch
- 2021
  -  Championne d'Ukraine de poursuite par équipes